# Фоменково (Волгоградська область)
Фоменково (рос. Фомёнково) — село у Жирновському районі Волгоградської області Російської Федерації.
Населення становить 92  особи. Входить до складу муніципального утворення Красноярське міське поселення.

## Історія
Село розташоване у межах українського історичного та культурного регіону Жовтий Клин.
Згідно із законом від 21 лютого 2005 року № 1009-ОД для населеного пункту було встановлено органом місцевого самоврядування Красноярське міське поселення.

## Населення
| 1860 | 1886 | 2010 |
| ---- | ---- | ---- |
| 284  | ↗599 | ↘92  |